# 広田悟
広田 悟（ひろた さとる、1973年6月9日 - ）は山口県出身の日本のプロゴルファーである。TOSHIN所属。

## 略歴
13歳からゴルフをはじめる。
- 1995年 ツアープレーヤー転向
- 1997年 宇部興産オープンでデビュー
- 2002年 アイフルチャレンジカップ・スプリング 優勝
- 2002年 賞金ランキング75位。初シードを獲得
- 2005年 マンダムルシードよみうりオープンで初優勝
- 2007年 日本プロゴルフ選手権大会で2位に入る。
- 2007年 三菱ダイヤモンドカップゴルフ2位タイに入る。
- 2008年 マイナビABCチャンピオンシップで3位に入る。
- 2010年 東建ホームメイトカップで小田孔明、丸山大輔とのプレーオフに臨んだが敗れた。
- 2011年 マイナビABCチャンピオンシップで3位に入る。

## 逸話
ヤンキーからゴルファー
中学卒業と同時にバイクに熱中するようになり、特攻服を身に包み、バイクを乗り回す毎日であった。